# Deandre Ayton

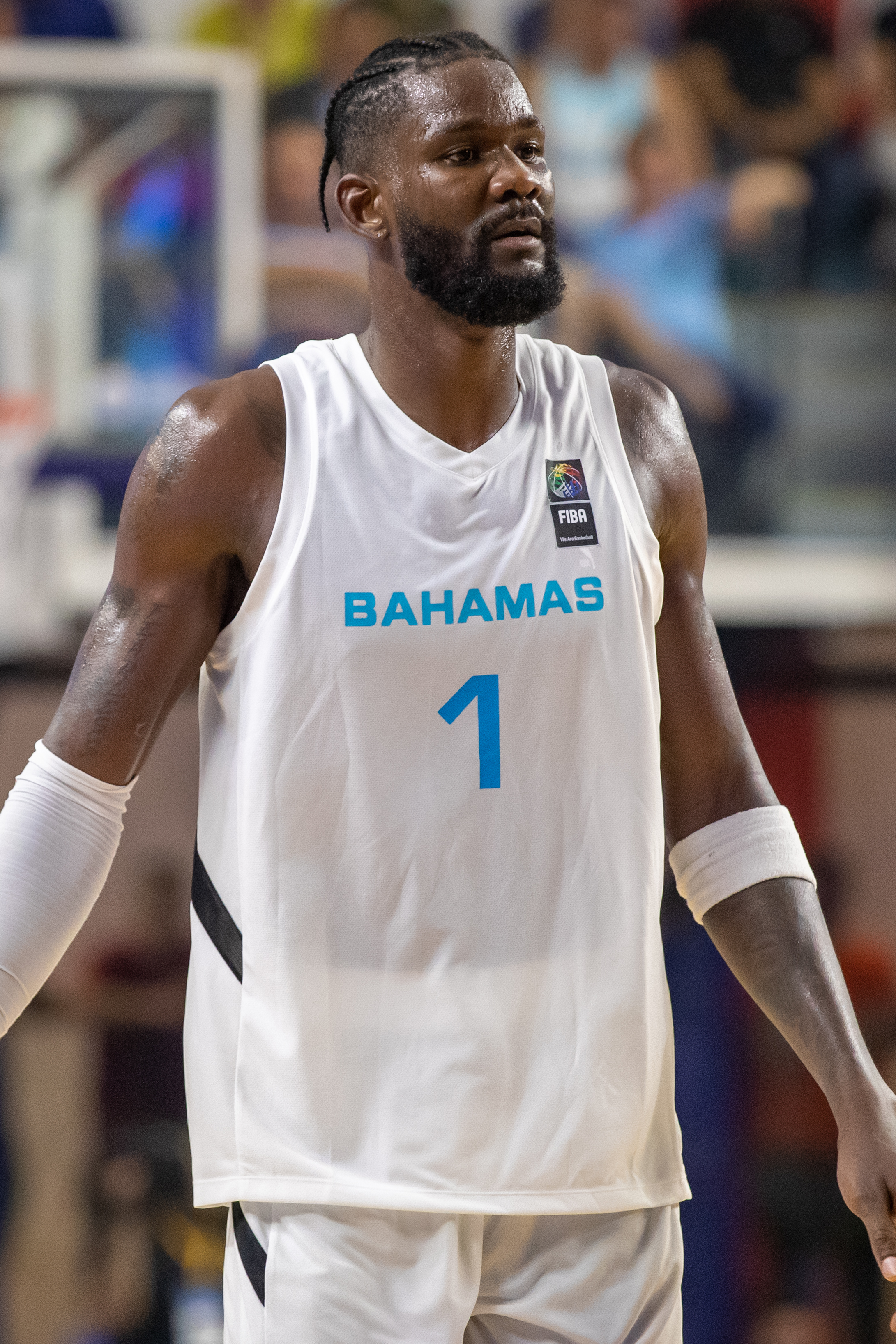
Deandre Ayton med Bahamas landslag, 2023.

Deandre Edoneille Ayton Sr., född 23 juli 1998 i Nassau, är en bahamansk professionell basketspelare (C) som spelar för Los Angeles Lakers i National Basketball Association (NBA).
Ayton draftades av Phoenix Suns i första rundan i 2018 års draft som förste spelare totalt.

## Lag
- Phoenix Suns (2018–2023)
- Portland Trail Blazers (2023–)